# Augentraining nach Bates
Unter dem Augentraining nach Bates versteht man verschiedene Methoden und Praktiken, die für sich in Anspruch nehmen, optische Fehlsichtigkeiten (axiale Ametropien) durch Training der Augenmuskulatur – insbesondere des Ziliarmuskels – in Verbindung mit Entspannungsübungen mindern oder gar beseitigen zu können. Sie wurden im Jahre 1919 von dem amerikanischen Augenarzt William Bates (1860–1931) entwickelt und in seinem Buch Rechtes Sehen ohne Brille (Originaltitel: Perfect Sight Without Glasses) beschrieben. Ein wissenschaftlicher Nachweis für die Wirksamkeit des Augentrainings auf optische Fehlsichtigkeiten konnte jedoch nie erbracht werden, weshalb das Verfahren von der evidenzbasierten Medizin abgelehnt wird.

## Konzept
Die Entspannung der Augen durch das Augentraining nach Bates soll wesentlich wirkungsvoller als das Schlafen sein, da die bewusste Übung einen höheren Grad der Entspannung bewirke, als durch den Schlafzustand erreicht werden könne. Um eine Heilwirkung zu erreichen, genüge also Ruhen und Schlafen zur Erholung für die Augen nicht. Entscheidendes Ziel sei die vollständige Lösung von bestehenden Verspannungen und Verkrampfungen der Augenmuskeln und Augennerven, die nach Bates die eigentliche Sehstörung verursachen sollen.
Als wichtigste Übungen werden genannt das sogenannte „Palmieren“ und der „Große Schwung“. Das mehrmalige Wiederholen über einen längeren Zeitraum soll zusammen mit weiteren Augenübungen (Augenmuskelübungen, Nackentraining u. a.) bzw. im Rahmen eines Gesamtkonzeptes mit weiteren Behandlungsmaßnahmen und auch einer Ernährungsumstellung dazu verhelfen, Sehstörungen zu verringern oder sogar zu beheben. Diese Übungen sollen auch dazu geeignet sein, der Überbeanspruchung der Augen durch Bildschirmarbeit entgegenzuwirken.

## Palmieren und Großer Schwung
Als Palmieren (von engl. Palm für Handteller) wird das beruhigende Zuhalten der Augen mit beiden Handflächen bezeichnet. Man nimmt eine lockere Haltung ein (z. B. die Ellbogen am Tisch aufgestützt), kreuzt die Hände über der Nasenwurzel und sucht jene Stellung, wo die Handballen die Augen dicht verschließen, aber den Lidschlag noch zulassen. Die Augen sind dabei geschlossen.
Für die Entspannung ist es hilfreich, sich dabei eine ruhig-gelöste Situation vorzustellen, z. B. eine wiederkäuende Kuh auf grüner Wiese. Auch ein leichtes Kreisen der Hände fördert die Entspannung. Die Bates-Sehschulen empfehlen eine Dauer des Palmierens von etwa 2 Minuten. Eine gute Ergänzung danach ist das Sonnenbaden – d. h. die Augen bei geschlossenen Lidern 1–2 Minuten dem Sonnenlicht auszusetzen.
Beim Großen Schwung steht man mit leicht gegrätschten Beinen und lässt die Arme locker herunter hängen. Dann dreht man sich pendelnd hin und her, wobei der Blick der Augen gleichmäßig an der Umgebung entlang gleitet. Der Blick soll aber nicht weiter als ±90° pendeln, sodass Schultern und Oberkörper ganz entspannt bleiben können. Der Nacken soll sich nur wenig mitdrehen.
Eine vollständige Hin-Her-Bewegung soll etwa 4 Sekunden dauern. Die Übung kann eine Minute oder länger dauern und ist auch für Rückenschmerzen oder in kurzen Pausen zwischen der Bildschirmarbeit zu empfehlen.

## Kritik
Die Ursache für axiale Brechungsfehler (Myopie, Hyperopie) ist in der Regel ein Missverhältnis zwischen der Brechkraft der optischen Medien (Hornhaut, Linse) und der anatomisch bedingten Länge des Augapfels, jedoch keine Störung der Augenmuskeln. Darum wird das angestrebte Ergebnis des Augentrainings nach Bates, Fehlsichtigkeiten durch Entspannung der Augenmuskeln zu reduzieren oder gar beseitigen zu können, von der Wissenschaft als nicht erreichbar angesehen. Da ein anerkannter Nachweis der therapeutischen Wirksamkeit des Augentrainings nach Bates auf Fehlsichtigkeiten darüber hinaus bis heute nicht erbracht wurde, wird das Verfahren von der evidenzbasierten Medizin abgelehnt.

## Abgrenzung
Die mit dem Augentraining nach Bates verbundenen Anwendungen, Übungen, Verfahren und Zielsetzungen stehen in keinerlei Verbindung oder Zusammenhang mit den in Sehschulen (augenheilkundliche, medizinische Fachabteilungen in Praxen und Kliniken) durch qualifiziertes und staatlich anerkanntes Fachpersonal (Orthoptisten) erbrachten diagnostischen und therapeutischen Leistungen, zu denen beispielsweise orthoptische Behandlungen von Störungen des Binokularsehens, pleoptische Amblyopieschulungen oder Okklusionsbehandlungen gehören.